# L'Arlésienne (Daudet)
Pour les articles homonymes, voir L'Arlésienne.
L'Arlésienne est une nouvelle des Lettres de mon moulin d'Alphonse Daudet adaptée pour le théâtre sur une musique de Georges Bizet.

## Nouvelle
L'Arlésienne est à l'origine une très courte nouvelle (trois pages) d'Alphonse Daudet, d'abord publiée dans le quotidien L’Événement, du 31 août 1866, puis intégrée dans le recueil des Lettres de mon moulin édité en 1869.
Jan, garçon de la campagne, est fou amoureux d'une jeune fille de la ville d'Arles, rencontrée aux arènes. Ses parents consentent finalement à ce mariage. Un jour un homme vient parler au père de Jan et prétend qu'il a été l'amant de cette Arlésienne. Il lui montre des lettres qui attestent ses dires. Le lendemain, le père raconte toute l'affaire à son fils, qui renonce au mariage mais ne peut oublier l'Arlésienne. Comme ses parents se montrent inquiets à son sujet, il décide de donner le change en paraissant gai. Rongé par le chagrin, il finit malgré tout par se suicider.
Daudet s'inspire du suicide d'un neveu de Frédéric Mistral, le 7 juillet 1862. À la suite d'une déception amoureuse, le jeune homme se jette d'une fenêtre du domaine familial du mas du Juge sur une table de pierre. Mistral a confié cette histoire tragique à son ami Daudet qui l'a alors transposée dans sa nouvelle. Il est peu probable que  le fait d'avoir mis sur la place publique ce drame personnel ait terni leur amitié, contrairement à ce que l'on peut lire souvent.
Fernandel a enregistré L'Arlésienne.

## Adaptation théâtrale
Daudet en tira trois ans plus tard une pièce de théâtre du même nom en trois actes et cinq tableaux, jouée et chantée, pour laquelle Georges Bizet composa une musique de scène. Créée au théâtre du Vaudeville (Paris) le 1er octobre 1872, avec Julia Bartet dans le rôle de Vivette, la représentation fut un échec alors que la Suite pour orchestre, que Bizet tira de sa musique, devint un succès. En 1879, Ernest Guiraud arrange une deuxième Suite pour orchestre à partir des thèmes de Bizet, mort en 1875.
Le jeune homme ne s'appelle plus Jan mais Frédéri, et il ne vit plus avec ses deux parents, mais avec sa mère et son grand-père, Francet, sous le regard du vieux berger Balthazar. Son petit frère, qui s'appelle Jeannet, est l'innocent du village. Frédéri est sur le point d'épouser une jeune Arlésienne mais un gardian, nommé Mitifio, survient à quelques jours de la demande en mariage annonçant qu'il est l'amant de la jeune femme, et produisant des lettres d'amour qu'elle lui a adressées. Frédéri devient fou désespéré. Sa mère, Rose, veut faire en sorte qu'il oublie son Arlésienne en lui faisant épouser Vivette, une jeune fille très jolie qu'il connaît depuis l'enfance, mais Mitifio revient au domaine chercher les lettres qu'il avait confiées au grand-père, Francet, qui lui annonce les avoir renvoyées à son père, ce que Mitifio ignorait. Mitifio annonce à Francet son projet d'enlever l'Arlésienne, dont il est toujours épris, le lendemain au point du jour. Il dit à Francet que lorsqu'il entendra galoper les chevaux, c'est qu'il aura mis en oeuvre son projet d'enlèvement. Frédéri voit Mitifio, entend ses propos et descend en rage. Les deux hommes sont sur le point d'en venir aux mains, mais sont séparés très vite par Francet. Frédéri passe la nuit en proie à des cauchemars, mais est veillé par Jeannet. Au petit matin, Frédéri entend la galopade des chevaux et comprend que Mitifio est passé à l'acte et a enlevé l'Arlésienne. Frédéri se suicide en se jetant du haut du pigeonnier du domaine sous les yeux de sa mère et de son frère Jeannet, qui avait pris conscience du désespoir de son grand frère. Dans cette pièce on voit la progression de l'innocent, qui n'est pas si bête qu'il y paraît et finit par s'éveiller. La scène se termine sur la famille assemblée autour du corps de Frédéri, posé sur la table dans la cour et pleuré par sa mère.

## Reprises de la pièce

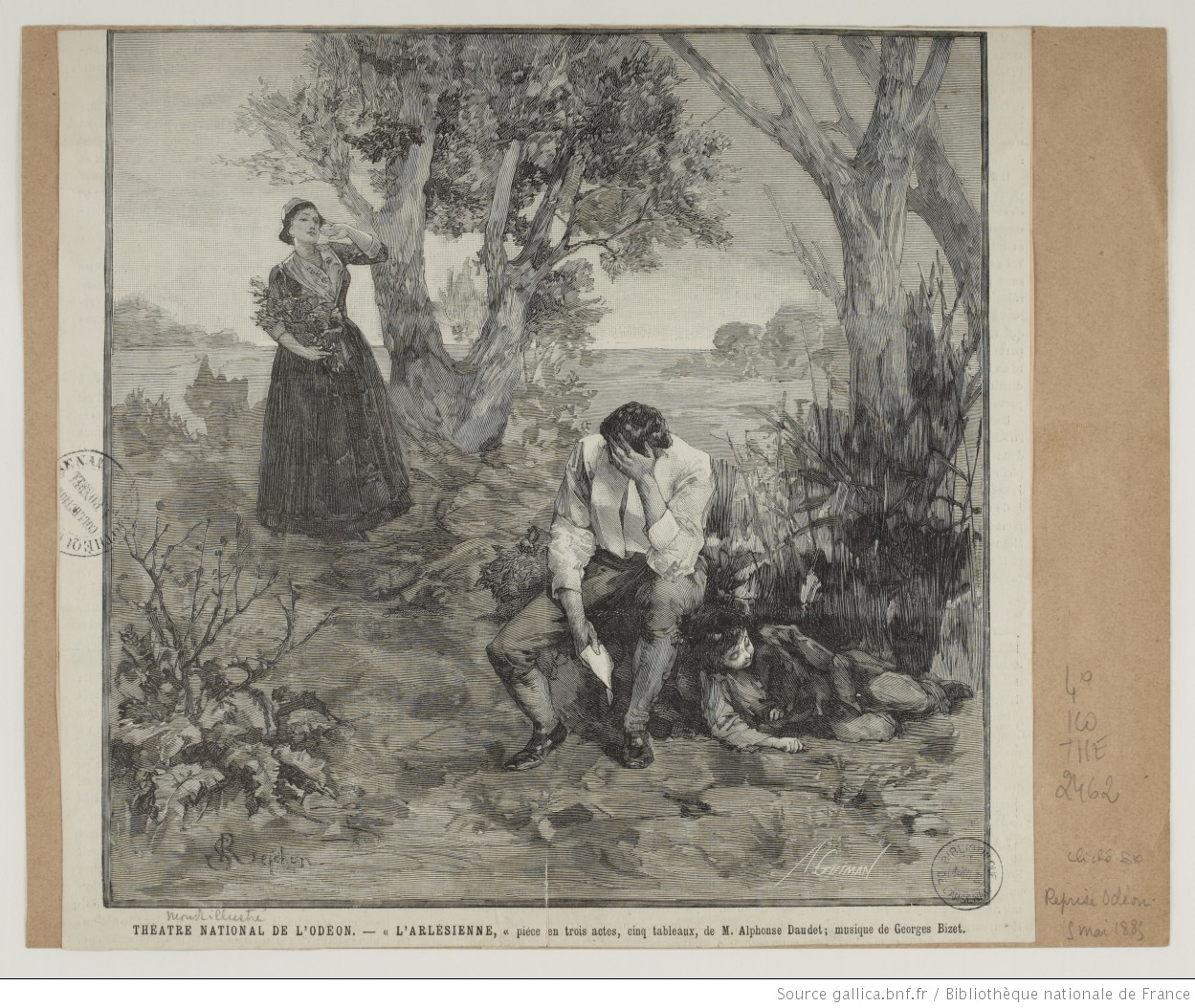
Illustration de presse pour les représentations en 1885 de L'Arlésienne au théâtre national de l'Odéon.

- 5 mai 1885 : Odéon-Théâtre de l'Europe, avec Paul Mounet dans le rôle de Balthazar et Aimée Tessandier dans celui de Rose Mamaï[9],[10].

- 24 décembre 1950 : mise en scène de Julien Bertheau, Comédie-Française au Théâtre de l'Odéon, symphonie et chœurs de Georges Bizet avec Maurice Chambreuil, Julien Bertheau, Louis Seigner, Jean Chevrier, Jean-Paul Roussillon, Nicole Chollet, Germaine Rouer, François Vibert, Berthe Bovy, Teddy Bilis, Tony Jacquot, Janine Dehelly – orchestre et chœurs sous la direction d’André Cadou[11].

- 1975 : mise en scène de Fernand Ledoux, Festival des jeux du théâtre de Sarlat – Fernand Ledoux : le berger Balthazar, Louise Conte et Henri Vilbert[12].

- Création le 28 janvier 1997 aux Folies Bergère (Paris) ; mise en scène : Roger Louret, assisté de Catherine Delourtet et Miguel-Ange Sarmiento ; musique : Georges Bizet ; arrangements : Catherine Lara ; costumes : Dominique Borg, assistée d'Évelyne Corréard ; lumières : Christian Bréan ; son : Philippe Parmentier ; scénographie : Pierre-Yves Leprince ; production : Les Folies Bergère ; interprètes : Bernadette Lafont (Rose Mamaï), Grégori Baquet (Frédéri), Jean Marais (Balthazar), Christelle Chollet (Vivette), Gisèle Touret (la mère Renaude), Francis Lemaire, Jean-Paul Delvor (L'innocent), Guy Louret (Le patron Marc), Patrick Andrieu (Mitifio), Laurent Biras ; chanteurs : Hervé Domingue, Lucy Harrison, Miguel-Ange Sarmiento, Christina Rosmini[13],[14].

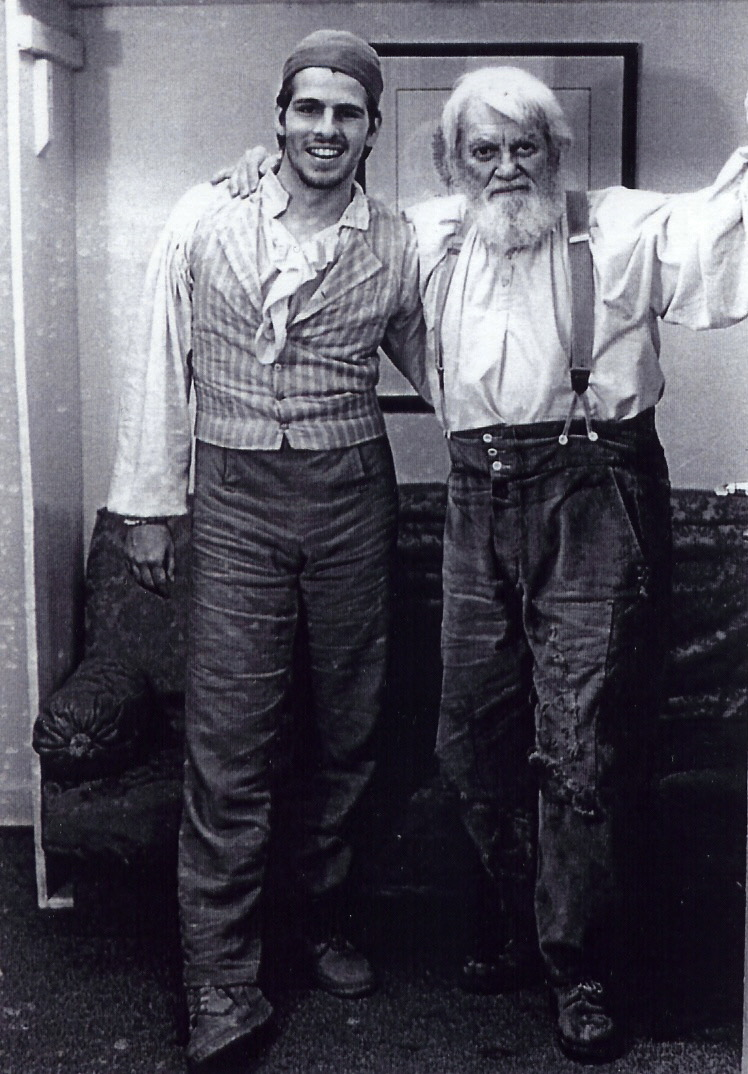
Le chanteur Hervé Domingue et Jean Marais dans L'Arlésienne en 1997 aux Folies Bergère

## Autour de la pièce: l'adieu aux Folies Bergère
À partir de 1995, Jean Marais était conscient que sa santé déclinait : « Je crois que la maladie qui est la mienne est la vieillesse. Je l’accepte très bien et même je pense que c’est une façon de payer un peu les privilèges que le destin m’a donnés. » Il n’empêche que Marais ne resta pas longtemps sans les lumières du théâtre, malgré la tournée épuisante des Chevaliers de la Table ronde. Dès le 28 janvier 1997, on le retrouve dans un spectacle tourné vers le grand public, une reprise de l’Arlésienne d’Alphonse Daudet, sur une musique de Georges Bizet revue et corrigée par Catherine Lara. Tandis que Bernadette Lafont interprète le rôle d’une mère provençale, Rose Mamaï, Jean Marais assure le rôle du vieux berger Balthazar : « Pour une fois qu’on ne me demande pas de jouer un roi ou un prince ! » […] « Quand on m’a appelé pour me demander si je voulais interpréter le berger de l’Arlésienne mise en scène par Roger Louret, j’ai tout de suite accepté ! Je connaissais Roger Louret après être passé à Monclar, sa ville natale, le berceau de sa famille. C’était il y a une dizaine d’années, lors d’une nuit de théâtre. J’allais jouer Bacchus au château de Bonaguil. Huguette, sa maman, nous avait si gentiment reçus… J’ai le souvenir de gens extraordinaires. De là à penser qu’un jour nous travaillerions ensemble… »
La pièce de Daudet, Marais la connaît bien. Il l’a vue jouée quinze ans auparavant aux Iles de Lérins avec Fernand Ledoux et Louise Conte: « C’est une pièce extraordinaire. À chaque fois que je la lis, je pleure à chaudes larmes. Je trouve que c’est une excellente idée de la remonter. Notre société manque de repère, ne sait plus ce qui est le bien, le mal. Là, il faut compter avec une vertu tombée en désuétude aujourd’hui : l’honneur. Et puis les personnages sont très beaux, animés d’un amour fantastique…. Comme Vivette qui est prête à ne pas montrer ses sentiments tellement elle aime Frederi. »
Le personnage de Balthazar convient parfaitement au vieil acteur. C’est du sur-mesure. Il se laisse pousser la barbe. Il a l’âge qui convient, les cheveux blancs. Et jouer dans ce temple légendaire du music-hall que sont les Folies Bergère, avec ses paillettes, l’amuse beaucoup : « Je trouve ça cocasse…. À l’image de ma vie. »
Si Marais sut défendre ce rôle de berger, un peu clochard, avec enthousiasme au printemps 1997, comme un ultime pied-de-nez à la maladie, par contre à l’automne 1997, il ne put assurer son interprétation de Prospero dans La Tempête de Shakespeare, que devait mettre en scène Jean-Luc Revol au Théâtre de l’Eldorado, à Paris. Les répétitions du spectacle étaient terminées, les affiches collées mais cette fois la maladie était plus forte que l’acteur et elle allait l’emporter le 8 décembre 1998, à 85 ans,.
La dernière séance : « Jean Marais aux Folies Bergère, c'est en soi tout un programme ! Un berger aux... Bergère !  En pâtre provençal, longue barbe blanche, voix grave et bien posée, tel une force de la Nature, Jean Marais est au service d'Alphonse Daudet, de Roger Louret, de tous ses partenaires  et du public avec une égale obligeance, celle qui à 83 ans lui donne le talent de la prodigalité. Autour de lui, tous les personnages de Daudet s'animent comme dans une comédie musicale, à la manière de papillons pris dans les faisceaux lumineux contradictoires. La mise en scène est brillante, positive, pleine d'entrain ! La qualité du son et de l'acoustique est parfaite. Les chants en patois provençal offrent des plages d'émotion et contribuent à faire de ce spectacle dans ce lieu de légende, un grand moment de théâtre dont nous gardons la nostalgie dès le rideau tombé ! »
C’est donc aux Folies Bergère que Jean Marais paraît pour la dernière fois en scène.
Le monologue de Balthazar interprété par Jean Marais le 27 mars 1997 :  https://www.youtube.com/watch?v=tYpgDhCCggM

## Adaptations cinématographiques et télévisuelles
- 1908 : L'Arlésienne d’Albert Capellani, avec Jean-Marie de L'Isle, Jeanne Grumbach, Henri Desfontaines, Paul Capellani[21],[22].
- 1922 : L'Arlésienne d’André Antoine, avec Gabriel de Gravone, Lucienne Bréval, Marthe Fabris[23].
- 1930 : L'Arlésienne de Jacques de Baroncelli, avec Blanche Montel (Vivette), José Noguero (Frédéri), Germaine Dermoz (Rose), Mary Serta (l’Arlésienne), Charles Vanel (Mitifio)[24].
- 1942 : L'Arlésienne de Marc Allégret, avec Louis Jourdan (Frédéri), Gaby Morlay (Rose), Fernand Charpin (Francet), Édouard Delmont (Balthazar), Gisèle Pascal (Vivette), Charles Moulin (Mitifio), Raimu (le patron)[25].
- 1950 : L'Arlésienne, téléfilm de George R. Foa diffusé par la BBC, avec Peggy Bryan (Vivette), Willoughby Gray (Mitifio), Gladys Young (Rose Mamaï)[26].
- 1967 : L'Arlésienne, téléfilm réalisé par Pierre Badel et diffusé par l'ORTF, avec Henri Nassiet (Francet), Louise Conte (Rose), Paul Barge (Frédéri), Charles Vanel (Balthazar), Francine Ollivier (Vivette), Pierre Hatet (Mitifio), et Gérard Lecaillon (Innocent)[27].
- 1981 : L'Arlésienne, court-métrage de Bernard Roué[28].
- 1992 : Pour une fille en rouge, téléfilm de Marianne Lamour, avec Françoise Fabian (Rose), Jean-François Sivadier (Frédéri), Maxime Leroux (Mitifio)[29].

## Adaptation discographique
- 1955 : Hubert Noël (Frédéri), Mary Marquet (Rose Mamaï), Pierre Larquey (Francet Mamaï), Maurice Chambreuil (Balthazar), Bernadette Lange (Vivette), Robert Vidalin (Mitifio), Fernand Sardou (Patron Marc), Jacques Bernard (L’innocent), Berthe Bovy (La Renaude), Orchestre et Chœur, dir. Albert Wolff, réalisation Max de Rieux, 2 LP mono Decca 1955[30].

## Adaptation chorégraphique
- 1974 : ballet de Roland Petit[31] ; filmé pour la télévision en 1997 (Dirk Sanders, réalisation)[32].

## Expression «l'Arlésienne»
La pièce est à l'origine de l'expression l'« arlésienne » pour désigner une personne ou une chose dont on parle tout le temps, mais qui n'apparaît jamais. En effet, bien que le personnage de l'Arlésienne soit au centre de l'intrigue, elle n'apparaît jamais sur scène.